# Halosulfuron-methyl
Halosulfuron-methyl ist ein Pflanzenschutzwirkstoff und gehört zur Klasse der Sulfonylharnstoff-Herbizide. Es ist ein weißer Feststoff.

## Geschichte
Halosulfuron-methyl wurde von Monsanto entwickelt und Mitte der neunziger Jahre eingeführt.

## Wirkung
Halosulfuron-methyl ist ein selektives Herbizid. Über die Wurzeln und Blätter wird es aufgenommen und in der Pflanze weitertransportiert. Der Wirkstoff dient als ALS-Inhibitor. Dabei wird die Biosynthese der Aminosäuren L-Isoleucin und L-Valin, also zweier essentieller Aminosäuren, inhibiert. Dadurch wird die Zellteilung gehemmt, sodass es zum Wachstumsstillstand kommt. Letztendlich verblassen die Pflanzen und es bilden sich Nekrosen, weshalb die Unkräuter absterben.

## Verwendung
Es wird hauptsächlich gegen breitblättrige Unkräuter in Mais-, Reis- und Zuckerrohrkulturen eingesetzt.

## Umweltaspekte
Halosulfuron-methyl ist nicht bienengiftig, aber chronisch gewässergefährdend. Der Abbau erfolgt durch hydrolytischer Spaltung der Sulfonylharnstoff-Gruppe bei einer Halbwertszeit von unter drei Wochen.

## Nachweis
In Pflanzen und Böden kann eine Rückstandsbestimmung mittels HPLC-Methode durchgeführt werden.

## Zulassungsstatus
In der EU ist Halosulfuron-methyl als Wirkstoff in Pflanzenschutzmitteln zugelassen. In Deutschland, Österreich und in der Schweiz besteht jedoch keine Zulassung auf nationaler Ebene.